# Avenida de los Héroes de San Ramón
La avenida de los Héroes de San Ramón o avenida de los Héroes es una de las principales avenidas de la ciudad de Cajamarca, en el Perú. Se extiende de noroeste a sureste a lo largo de 6 cuadras. Su trazo es continuado al sureste por la avenida Atahualpa.

## Historia
Durante la época virreinal, fue llamada calle de la Recoleta. A inicios del siglo XX, la avenida fue llamada Alameda del Panteón y era escenario de carreras de caballos. Posteriormente tomó el nombre de Toribio Casanova, personaje cuyo monumento está ubicado en la plaza homónima, en la primera cuadra de la avenida.
En el año 2005, durante la gestión edil de Emilio Horna Pereyra, se remodeló la alameda central de la vía. En el año 2014, se implementó iluminación ornamental.

## Recorrido
Se inicia en la plaza Toribio Casanova, punto de confluencia de los jirones Romero, Eten, Amalia Puga y la avenida El Maestro. En este tramo destacan el lado oeste de la iglesia y convento de la Recoleta y el monumento a los creadores del departamento de Cajamarca: Toribio Casanova, Pedro Villanueva y Juan Egúsquiza. En la segunda cuadra están ubicados el monumento a los Héroes de San Ramón y un anexo del colegio nacional San Ramón.
Entre las cuadras 3 y 4 se encuentran el acceso oeste hacia el estadio Héroes de San Ramón y oficinas del Instituto Peruano del Deporte. En la margen derecha se ubica el mercado San Sebastián. La cuadra 5 es comprendida por la plazuela Bolognesi. Su última cuadra carece de alameda central y se emplaza en una sola calzada de doble sentido. La avenida finaliza en la intersección con el pasaje Santa Rosa, en un puente que cruza la quebrada Calispuquio, dando origen a la avenida Atahualpa.